# Hylomanes
Hylomanes is een geslacht van vogels uit de familie motmots (Momotidae).

## Soorten
Het geslacht kent de volgende soort:
- Hylomanes momotula – Kleine motmot